# Bythotiara murrayi
Bythotiara murrayi är en nässeldjursart som beskrevs av Günther 1903. Bythotiara murrayi ingår i släktet Bythotiara och familjen Bythotiaridae. Inga underarter finns listade i Catalogue of Life.